# NHL Amateur Draft 1975
Der NHL Amateur Draft 1975, die jährliche Talentziehung der National Hockey League, fand am 15. Juni 1975 im Büro der NHL im kanadischen Montreal in der Provinz Québec statt.
Insgesamt wurden 217 Spieler in 16 Runden gezogen, wobei in den letzten vier Runden nur noch wenige Teams Spieler auswählten. Mel Bridgman, der zuerst ausgewählt wurde, entwickelte sich zwar nicht zu einem der großen Stars der Liga, aber er brachte es auf fast 1000 Spiele. In der zweiten Runde wurde mit Dennis Maruk ein Spieler gezogen, der auf dem Weg zum großen Star war. Danach folgten nur noch wenige Spieler, die den vollständigen Durchbruch in der NHL schafften. Willi Plett aus Runde 5 hatte einen guten Start in seiner Karriere, was ihm die Calder Memorial Trophy einbrachte. Der auf Position 210 gezogene Dave Taylor ist der einzige dieses Draftjahrgangs, der bei NHL-Spielen und Scorerpunkten die 1000er-Marke übertreffen konnte.

## Draftergebnis
| Pick                           | Spieler                 | Land               | NHL-Team                | College-/ Junioren-/ Profi-Team          |
| 1. Runde                       | 1. Runde                | 1. Runde           | 1. Runde                | 1. Runde                                 |
| ------------------------------ | ----------------------- | ------------------ | ----------------------- | ---------------------------------------- |
| 1.                             | Mel Bridgman (C)        | Kanada             | Philadelphia Flyers     | Victoria Cougars (WCHL)                  |
| 2.                             | Barry Dean (LW)         | Kanada             | Kansas City Scouts      | Medicine Hat Tigers (WCHL)               |
| 3.                             | Ralph Klassen (C)       | Kanada             | California Golden Seals | Saskatoon Blades (WCHL)                  |
| 4.                             | Bryan Maxwell (D)       | Kanada             | Minnesota North Stars   | Medicine Hat Tigers (WCHL)               |
| 5.                             | Rick Lapointe (D)       | Kanada             | Detroit Red Wings       | Victoria Cougars (WCHL)                  |
| 6.                             | Don Ashby (C)           | Kanada             | Toronto Maple Leafs     | Calgary Centennials (WCHL)               |
| 7.                             | Greg Vaydik (C)         | Kanada             | Chicago Black Hawks     | Medicine Hat Tigers (WCHL)               |
| 8.                             | Richard Mulhern (D)     | Kanada             | Atlanta Flames          | Sherbrooke Castors (QMJHL)               |
| 9.                             | Robin Sadler (D)        | Kanada             | Montréal Canadiens      | Edmonton Oil Kings (WCHL)                |
| 10.                            | Rick Blight (RW)        | Kanada             | Vancouver Canucks       | Brandon Wheat Kings (WCHL)               |
| Weitere erwähnenswerte Spieler |                         |                    |                         |                                          |
| 11.                            | Pat Price (D)           | Kanada             | New York Islanders      | Vancouver Blazers (WHA)                  |
| 12.                            | Wayne Dillon (C)        | Kanada             | New York Rangers        | Toronto Toros (WHA)                      |
| 14.                            | Doug Halward (D)        | Kanada             | Boston Bruins           | Peterborough Petes (OMJHL)               |
| 16.                            | Tim Young (F)           | Kanada             | Los Angeles Kings       | Ottawa 67’s (OMJHL)                      |
| 17.                            | Bob Sauvé (G)           | Kanada             | Buffalo Sabres          | Laval National (QMJHL)                   |
| 18.                            | Alex Forsyth (C)        | Kanada             | Washington Capitals     | Kingston Canadians (OMJHL)               |
| 2. Runde                       |                         |                    |                         |                                          |
| 19.                            | Peter Scamurra (D)      | Vereinigte Staaten | Washington Capitals     | Peterborough Petes (OMJHL)               |
| 20.                            | Don Cairns (LW)         | Kanada             | Kansas City Scouts      | Victoria Cougars (WCHL)                  |
| 21.                            | Dennis Maruk (LW)       | Kanada             | California Golden Seals | London Knights (OMJHL)                   |
| 22.                            | Brian Engblom (D)       | Kanada             | Montréal Canadiens      | University of Wisconsin (WCHA)           |
| 24.                            | Doug Jarvis (C)         | Kanada             | Toronto Maple Leafs     | Peterborough Petes (OMJHL)               |
| 26.                            | Rick Bowness (RW)       | Kanada             | Atlanta Flames          | Montréal Bleu-Blanc-Rouge (QMJHL)        |
| 29.                            | Dave Salvian (RW)       | Kanada             | New York Islanders      | St. Catharines Black Hawks (OMJHL)       |
| 32.                            | Barry Smith (C)         | Kanada             | Boston Bruins           | New Westminster Bruins (WCHL)            |
| 34.                            | Kelly Greenbank (RW)    | Kanada             | Montréal Canadiens      | Winnipeg Clubs (WCHL)                    |
| 36.                            | Jamie Masters (D)       | Kanada             | St. Louis Blues         | Ottawa 67’s (OMJHL)                      |
| 3. Runde                       |                         |                    |                         |                                          |
| 37.                            | Al Cameron (D)          | Kanada             | Detroit Red Wings       | New Westminster Bruins (WCHL)            |
| 42.                            | Bruce Boudreau (C)      | Kanada             | Toronto Maple Leafs     | Toronto Marlboros (OMJHL)                |
| 43.                            | Mike O’Connell (D)      | Vereinigte Staaten | Chicago Black Hawks     | Kingston Canadians (OMJHL)               |
| 52.                            | Pat Hughes (RW)         | Kanada             | Montréal Canadiens      | University of Michigan (Big Ten)         |
| 4. Runde                       |                         |                    |                         |                                          |
| 57.                            | Greg Smith (D)          | Kanada             | California Golden Seals | Colorado College (WCHA)                  |
| 58.                            | Steve Jensen (LW)       | Vereinigte Staaten | Minnesota North Stars   | Michigan Technological University (WCHA) |
| 60.                            | Rick Adduono (C)        | Kanada             | Boston Bruins           | St. Catharines Black Hawks (OMJHL)       |
| 63.                            | Rick Bourbonnais (RW)   | Kanada             | St. Louis Blues         | Ottawa 67’s (OMJHL)                      |
| 64.                            | Glen Richardson (LW)    | Kanada             | Vancouver Canucks       | Hamilton Fincups (OMJHL)                 |
| 5. Runde                       |                         |                    |                         |                                          |
| 75.                            | Kim Clackson (D)        | Kanada             | Pittsburgh Penguins     | Victoria Cougars (WCHL)                  |
| 80.                            | Willi Plett (RW)        | Kanada             | Atlanta Flames          | St. Catharines Black Hawks (OMJHL)       |
| 86.                            | Stan Jonathan (LW)      | Kanada             | Boston Bruins           | Peterborough Petes (OMJHL)               |
| 89.                            | Don Edwards (G)         | Kanada             | Buffalo Sabres          | Kitchener Rangers (OMJHL)                |
| 6. Runde                       |                         |                    |                         |                                          |
| 104.                           | Matti Hagman (C)        | Finnland           | Boston Bruins           | HIFK Helsinki                            |
| 108.                           | Paul Holmgren (F)       | Vereinigte Staaten | Philadelphia Flyers     | University of Minnesota (WCHA)           |
| 7. Runde                       |                         |                    |                         |                                          |
| 115.                           | Ted Bulley (LW)         | Kanada             | Chicago Black Hawks     | Festivals de Hull (QMJHL)                |
| 120.                           | Claude Larose (LW)      | Kanada             | New York Rangers        | Sherbrooke Castors (QMJHL)               |
| 8. Runde                       |                         |                    |                         |                                          |
| 132.                           | Ron Wilson (D)          | Vereinigte Staaten | Toronto Maple Leafs     | Providence College (ECAC)                |
| 9. Runde                       |                         |                    |                         |                                          |
| 149.                           | Paul Evans (RW)         | Kanada             | Toronto Maple Leafs     | Peterborough Petes (OMJHL)               |
| 160.                           | Viktors Hatuļevs (LW/D) | Sowjetunion 1955   | Philadelphia Flyers     | Dinamo Riga (Wysschaja Liga)             |
| 12. Runde                      |                         |                    |                         |                                          |
| 188.                           | Ken Holland (G)         | Kanada             | Toronto Maple Leafs     | Medicine Hat Tigers (WCHL)               |
| 15. Runde                      |                         |                    |                         |                                          |
| 210.                           | Dave Taylor (RW)        | Kanada             | Los Angeles Kings       | Clarkson University (ECAC)               |